# Praktklerodendrum
Praktklerodendrum (Clerodendrum ×speciosum) är en trädgårdshybrid inom släktet Clerodendrum och familjen kransblommiga växter, mellan brokklerodendrum och glansklerodendrum.
Den liknar brokklerodendrum, men har ljusare röda blommor och lavendelrosa foder.

## Synonymer
- Clerodendrum delectum hort. ?
- Clerodendrum thomsoniae 'Delectum'

## Odling
Placeras mycket ljust, men skyddas mot stark sol under vår och sommar. Jorden bör hållas jämnt fuktig, vintertid något torrare. Näring ges en gång i veckan under tillväxtperioden. Vintertid är en temperatur mellan 10 och 15°C lagom, växten tappar då en del blad. På våren beskärs plantan hårt. Den växer ganska snabbt och nya skott kan kortas in på sommaren för att främja blomningen. Våren är också rätt tid för omplantering. Angrepp av spinnkvalster är vanligt.
Förökas enklast med stamsticklingar på våren. Varje stickling bör ha fyra till sex blad och sättes fler i samma kruka fås snabbare en tät krukväxt.